# Erich Srbek
Erich Srbek (* 4. Juni 1908 in Prag; † 24. Februar 1973) war ein tschechoslowakischer Fußballspieler und -trainer. 

## Vereinskarriere
Srbek spielte bis 1930 für den DFC Prag. Den Großteil seiner Karriere verbrachte der Mittelfeldspieler bei Sparta Prag. Mit Sparta wurde Srbek 1932 und 1936 tschechoslowakischer Meister, 1935 gewann die Mannschaft den Mitropapokal. Insgesamt bestritt Srbek für Sparta zwischen 1930 und 1937 282 Spiele. Im Jahr 1938 wechselte er zu Viktoria Žižkov und beendete 1939 seine Laufbahn.
In insgesamt 105 Erstligaspielen schoss Srbek zwei Tore, beide in der Saison 1933/34.
In 35 Mitropapokal-Spielen für Sparta gelang Srbek ein Treffer: Beim 2:1-Sieg im Rückspiel des Wiederholungsspiels gegen Hungária FC am 11. Juli 1934 schoss der Tscheche in der 85. Spielminute den Siegtreffer für Sparta, der nach der 1:2-Hinspielniederlage ein sechstes Spiel zwischen den beiden Mannschaften notwendig machte. Diese Partie endete 1:1 unentschieden, Sparta erreichte das Viertelfinale per Losentscheid, schied dort jedoch gegen den SK Admira Wien aus.

## Nationalmannschaft
Srbek debütierte am 26. Oktober 1930 beim 1:1 gegen Ungarn in Budapest in der tschechoslowakischen Nationalmannschaft. Nachdem er 1931 noch regelmäßig eingesetzt worden war, wurde er zwischen April 1932 und September 1934 nicht berücksichtigt. Erst nach der Weltmeisterschaft 1934 wurde Srbek wieder häufiger in die Nationalmannschaft berufen. Bereits 1936 jedoch absolvierte der Mittelfeldspieler sein letztes Spiel für die Tschechoslowakei. Am 26. April besiegte die ČSR in Prag die Auswahl Spaniens mit 1:0. Insgesamt spielte Srbek 14 Mal für die Tschechoslowakei.

## Trainerkarriere
Srbek trainierte von 1948 bis 1952 Sparta Prag und führte die Mannschaft 1952 zum Landesmeistertitel. Von 1956 bis 1958 war der ehemalige Nationalspieler erneut als Trainer bei Sparta tätig. 